# 和達孚嘉
和達 孚嘉（わだち たかよし 天保13年10月20日（1842年11月22日） - 大正8年（1919年）5月）は、明治時代に仙台市長を務めた人物である。
静岡出身。宮城県少書記官、宮城県大書記官などを歴任した。
1898年（明治31年）、同年に国立銀行から株式会社に転換した七十七銀行の取締役に就任。この際、和田の役職は専務取締役であり、実質的な頭取であった。
その後、仙台市長を1907年（明治40年）より1910年（明治43年）まで務めた。

## 栄典
- 1893年（明治26年）4月11日 - 正五位[5]

## 家族・親族
長男の和達陽太郎は電気技術者で逓信省の技師や名古屋電灯役員を務めた。孫の和達清夫は気象学者で初代気象庁長官である。